# 拉欣運河

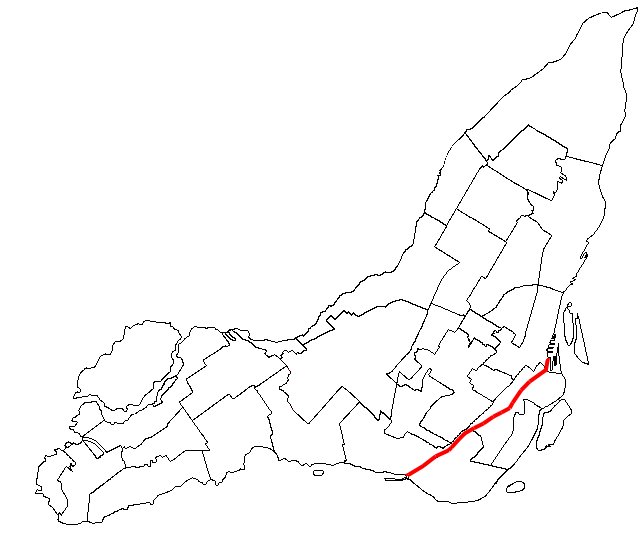

拉欣运河（法語：Canal de Lachine）是一条穿过加拿大魁北克省蒙特利尔岛西南部的运河，全长14.5公里，东起蒙特利尔旧港，西到圣路易斯湖。
这条运河得名于蒙特利尔的拉欣区，后者以法语「中华」（la Chine）命名。欧洲探险家寻找从新法兰西向西前往中国的商路，因此将修建的运河以中国命名。运河修建于1821至1824年，1825年投入使用。1970年关闭，2002年重新修复。

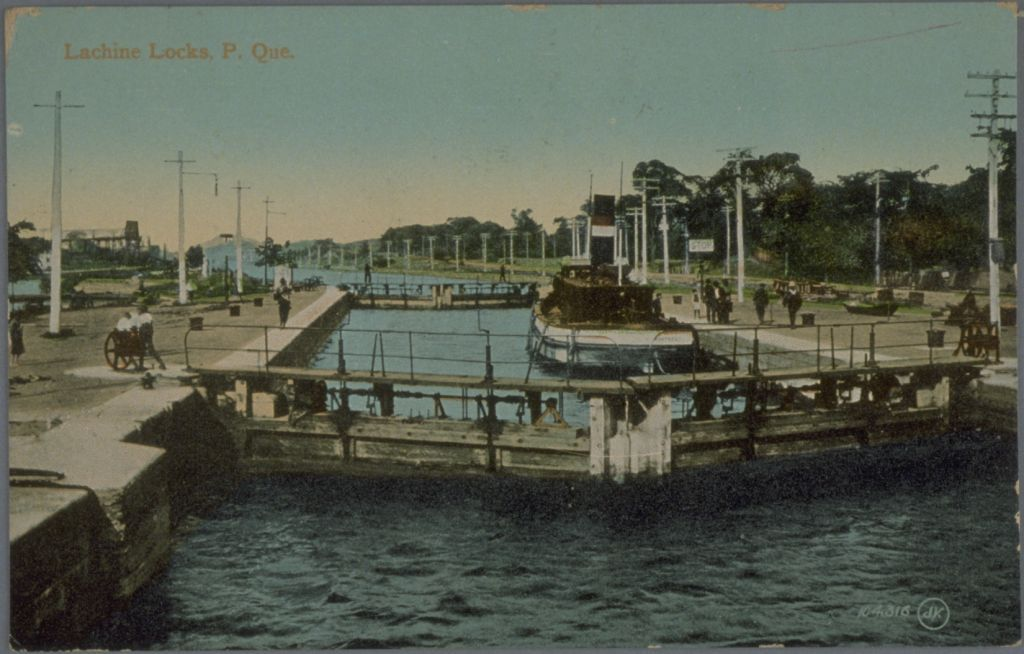

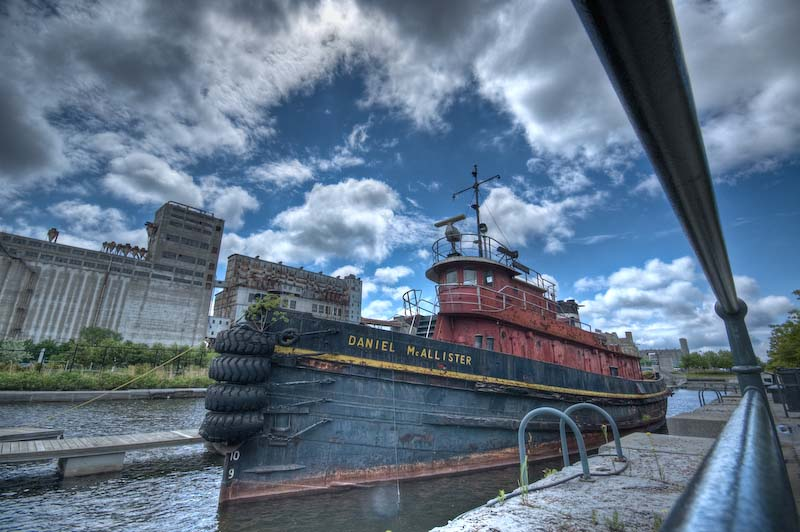

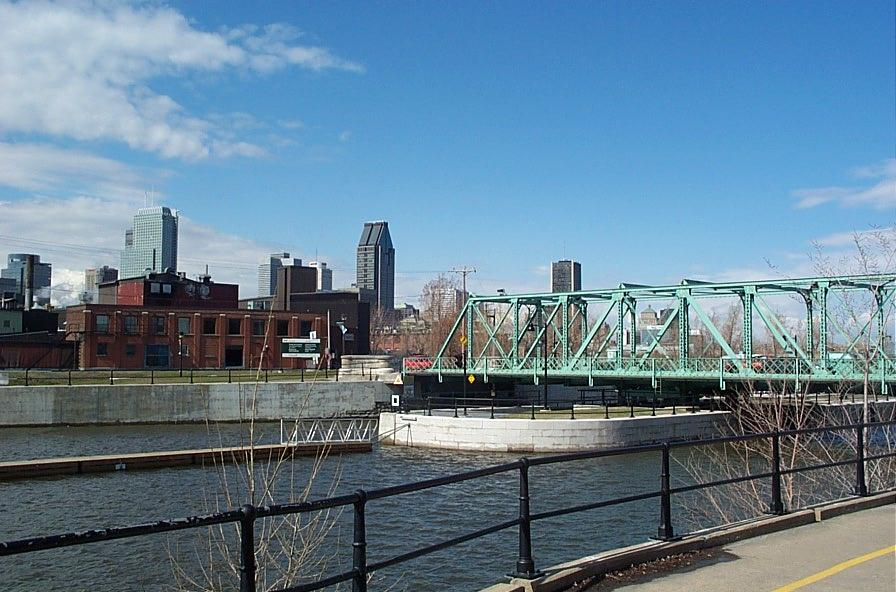

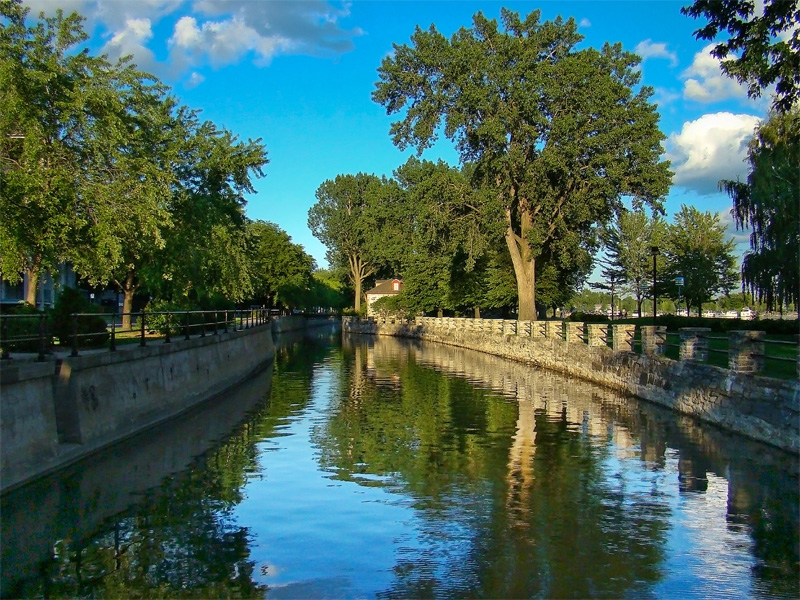

拉欣运河已被列为加拿大国家历史遗址 。